# 吳瑞北
吳瑞北（1957年10月27日—），臺南市人，臺灣學者，現為國立臺灣大學電機工程學系特聘教授。曾任工研院兼任顧問、國家高速電腦中心主任、資策會執行長。專業領域為微波電路、訊號完整度、無線射頻物聯網等研究領域。

## 生平
吳瑞北從小在台南市長大，台南中小學順利進入台南一中，當時對數學特別感興趣，高中及大學聯考數學曾獲滿分。由於吳瑞北有辨色力的問題，而無法考取醫學系，後來選擇台灣大學電機系就讀，並以該系第一名的成績畢業。後續在取得台大電機博士學歷前已在台大擔任講師。自此在台大任教三十餘年。
吳瑞北教學生涯中，曾三度出國擔任訪問學人、三次借調至政府單位。
2010年12月，吳瑞北創立台灣電磁產學聯盟；2013年，吳瑞北於當選為台灣玉山第七屆理事。
2014年，吳瑞北獲延攬為資策會執行長。

## 著作
- 《一枝草一點露: 再見了, 資策會》，白象文化，ISBN 9789863584698

## 外部連結
- 吳瑞北的Facebook專頁